# F1 2010
F1 2010 er et videospil baseret på Formel 1 2010-sæsonen af FIA Formel 1 Verdensmesterskabet. Den er den anden spil lavet af Codemasters og udviklet af Codemasters Birmingham med Ego Engine.